# Фримен, Джи И
Джеймс И. (Джи И) Фримен (англ. James E. Freeman, 2 февраля 1946 — 9 августа 2014) — американский актер и поэт. Пик его карьеры пришёлся на 1990-е годы. Актёр часто воплощал на экране грозных персонажей, таких как зловещий гангстер Марселлас Сантос в «Диких сердцем» (1990) Дэвида Линча, беспощадный телохранитель босса мафии «Датчанин» в «Перекрестке Миллера» (1990) Коэнов, и жестокий ученый доктор Мэйсон Рен в фильме «Чужой: Воскрешение» (1997) Жан-Пьера Жёне.

## Актерская карьера
Фриман обучался актёрскому мастерству у Джина Шелтона в «Шелтон Студиос» в районе Сан-Франциско в 1970-х годах. Он был номинирован[кем?] на звание лучшего актёра за роль учителя в премьере пьесы Американский буйвол Дэвида Мэмета на Западном побережье, где также играли Джордж Эккель и Шарль Бувье. После постановки фильма «Оглянись во гневе» в 1979 году Фриман переехал в Лос-Анджелес, чтобы продолжить карьеру в кино. Его первое появление в кино состоялось в боевике «Око за око» (1981), где он сыграл водителя эвакуатора, который обменивается репликами с Чаком Норрисом. Среди других известных фильмов, в которых он сыграл: «Безжалостные люди» (1986) в роли «убийцы в спальне», «Игры патриотов» (1992) в роли бородатого агента ЦРУ Марти Кантора, «Подражатель» (1995) в роли лейтенанта полиции Томаса Куинна и «Вперед» (1998) в роли владельца стрип-клуба Вика-старшего.
Он отошел от актерской деятельности в 2007 году.

## Личная жизнь
Фримен учился в средней школе Bishop Loughlin Memorial High School в Бруклине, Нью-Йорк. Он три года был членом команды по легкой атлетике. Школу окончил в 1964 году. Будучи учеником средней школы, придерживался консервативных взглядов.
Фримен был геем. В возрасте 22 лет раскрыл свою ориентацию, неся службу в Корпусе морской пехоты США, что привело к его увольнению. Примерно с 1984 года он был ВИЧ-положительным. В 2009 году он опубликовал письмо редактору на сайте sfgate.com, в котором описал свои воспоминания о Стоунволлских бунтах 1969 года.
Фримен писал стихи и вел блог на tumblr («Freedapoet»), посвященный собственному творчеству.
Фримен скончался от СПИДа, вечером 9 августа 2014 года. Ему было 68 лет.

## Фильмография
- 1981: Око за око — парень на эвакуаторе
- 1983: Twice Upon a Time — Rusher of Din — Pool Player
- 1986: Stingray (1x01 — Ancient Eyes)
- 1986: Безжалостные люди — убийца в спальне
- 1986: Нелёгкая прогулка — Эд Слоун
- 1988: Суд над террористом: Соединенные Штаты против Салима Аджами (телевидение) — агент Питер Нелло
- 1988: Психодром — Унгер
- 1990: Дикие сердцем — Марселлус Сантос
- 1990: Перекресток Миллера — Эдди Дэйн «Датчанин»
- 1991: Хороший полицейский — капитан Шрайбер
- 1991: Доктор — Ральф
- 1991: Железный орёл 3: Асы — Эймс
- 1992: Мемфис (телевидение) — Поджо Харрис
- 1992: Игры патриотов — Марти Кантор
- 1992: Горец (сериал) — Джо Скэнлон (1x02 — Family Tree)
- 1993: Жертвы любви: История Лолиты с Лонг-Айленда — Марти Элгар
- 1993: Мать своих детей — мистер Эверет, директор школы
- 1994: Счастливый случай — Сэл Бантемпо
- 1994: Моя красотка — Джордж
- 1995: Имитатор — Томас Куинн
- 1997: Dream with the Fishes — Джо, отец Ника
- 1997: Чужой: Воскрешение — Доктор Мэйсон Рэн
- 1997: Человек, который знал слишком мало — агент ЦРУ
- 1998: Танцуй со мной — (нет в титрах)
- 1998: Fool’s Gold — George
- 1999: Экстази — Victor Sr.
- 2000: Вне подозрений —  владелец ломбарда
- 2000: Skeleton Woman — Luigi
- 2000: Along for the Ride — Jake Cowens
- 2001: Suspended Animation — Philip Boulette
- 2003: Каролина — владелец базы металлолома
- 2003: 44 Minutes: The North Hollywood Shoot-Out (ТВ-фильм) — Police commander
- 2003: Mystery Woman (TV Movie) — Ian Philby
- 2004: Дрожь земли 4: Легенда начинается (видео) — Старый Фред